# گیرنده اندوتلین
گیرنده اندوتلین (انگلیسی: Endothelin receptor) گروهی از مولکول‌های پروتئینی مشتمل بر ۴ نوع گیرنده به نام‌های ETA، ETB1، ETB2 و ETC، هستند که همگی متعلق به خانوادهٔ گیرنده‌های جفت‌شونده با پروتئین جی بوده و فعال‌شدن‌شان، منجر به افزایشِ سطحِ کلسیم داخل‌سلولی می‌گردد. نتیجهٔ این فعالیت، انقباض ماهیچه‌های صاف جدار رگ‌ها، افزایش فشار خون و یا بالعکس، شل‌شدگی ماهیچه‌های صاف جدار رگ‌ها و افت فشار خون است.

## کارکرد فیزیولوژیک
- ETA موجب انقباض عروقی[۱] و احتباس سدیم و افزایش فشار خون می‌شود.[۳]
- ETB1 سبب گشادشدگی رگ‌ها[۱] از طریق ترشح نیتریک اکسید و همچنین ناتریورز و افزایش تولید ادرار و در نهایت افت فشار خون می‌گردد.
- ETB2 موجب انقباض عروقی می‌شود.[۱]
- ETC عملکرد دقیق آن هنوز مشخص نشده است.[۱]

این گیرنده‌ها در دستگاه عصبی هم یافت می شوند که در آنجا، موجب آزادسازی نوروترانسمیتر (پیام‌رسان‌های عصبی) و تنظیم عملکرد رگ‌ها می‌شوند.

## اهمیت بالینی
جهش در ژن‌های این پروتئین‌ها موجب بروز «سندرم ABCD» و «سندرم واردنبرگ» می‌شود.

## بیشتر بخوانید
- Davenport AP, Hyndman KA,  Dhaun N,   Southan C,  Kohan DE,  Pollock JS, Pollock DM,  Webb DJ, Maguire JJ. (2016) 'Endothelin'  Pharmacol. Rev. 68: 357-418. pmid =26956245  doi =10.1124/pr.115.011833